# Tembe-Piste
Tembe-Piste est un village du Cameroun situé dans le département du Boumba-et-Ngoko et la région de l'Est. Il fait partie de la commune de Salapoumbé.

## Population
En 1960, il comptait 252 habitants. Lors du recensement de 2005, on y dénombrait 1 052 habitants.